# Carsten Seeger
Carsten Seeger (født 12. juni 1945 i et byggeforeningshus på Engelstedsgade i Lyngbyvejskvarteret i København) har især været kendt som en kulturpersonlighed og debattør på Bornholm. Han var præsident for foreningen KulturBornholm, der blev stiftet i 2000. Den blev i 2019 nedlagt sammen med støtteforeningen Kultur Bornholms Venner.

## Personlighed
Carsten Seegers nære ven, afdøde Jacob Ludvigsen, der redigerede festskriftet til hans 70-års fødselsdag, betegnede ham bl.a. som "livsnyder, kunstkender og lommefilosof" og fremhævede hans "uforfærdede frejdighed". Et eksempel på det sidste er da han kontaktede et stort champagnefirma for at få dem til at sponsorere en skål for Prins Henriks helbred, da han var syg op til Dronningens 75 års fødselsdagsselskab. Champagnen kom, ledsaget af et venligt brev, og champagneskålen virkede: Prinsen blev rask.
Gymnasiekammeraten Henrik Grove betegnede Seeger som "vidende, sjov, generøs, kreativ, sarkastisk, spidsfindig, hæmningsløs (på den gode måde) og højt begavet". Apropos det hæmningsløse, så brugte flere af festskriftets bidragydere ordet anarkistisk, hvilket Seeger også selv lagde op til med sin mailadresse seeger@anarki.dk. Sønnen Christian Seeger fremhævede faderens evne til at få meget gjort, fordi han er ekspert i at uddelegere, og det lykkedes fordi så mange "ser lyset i at have ham til at lede (de fleste ved, at de selv kommer til at udføre arbejdet)".

## Ægteskab
Seeger er student fra Øregård Gymnasium i 1964. I gymnasiet forelskede han sig i klassekammeraten Kirsten Olstrup, som han senere giftede sig med. Hun døde i 2012. Jacob Ludvigsen skildrede deres forhold sådan, at hun stod "last og brast og forsøgte, ikke altid med held, at tæmme vilddyret".

## Lærer
Carsten Seeger uddannede sig som lærer, og i 1970 flyttede parret fra København til lærerboligen i Hasle. 2 år senere flyttede de til den lerklinede bindingsværksgård Markusgård ved Østermarie, hvor han underviste på skolen, bl.a. i hjemkundskab. Gourmeten Seeger søgte ihærdigt at udvide fagets grænser, så eleverne prøvede anden mad end den de fik til daglig derhjemme. Det bragte ham i konflikt med en meget regelbunden skoleleder, som senere kom til. En gang sendte lederen ham et anbefalet brev med en tjenstlig påtale fordi der i hjemkundskabslokalets fryser var fundet en fasan med fjer på. Seeger indkaldte til møde på lærerværelset, læste brevet op og hængte det på opslagstavlen. Han rettede heller ikke ind et par år senere, da selveste undervisningsinspektøren for hjemkundskab var kaldt til skolen som censor. Ifølge lærerens eksamensopgivelser skulle én elev flå en hare og en anden pudse et par ridestøvler – undervisningsinspektøren morede sig kongeligt.
Seeger kunne sende halvdelen af klassen i Brugsen med hundrede kroner for at købe ind, og så skulle de digte en menu ud fra de råvarer, de havde købt. De måtte endda købe slik, hvis de kunne argumentere for dets anvendelse i en ret. En gruppe drenge, der havde købt en frossen pizza, blev ikke skældt ud, men pizzaen blev brugt i en smagstest kontra en hjemmelavet. Det fortalte Jacob Ludvigsens datter Camille Blomst, der gik i 8. klasse hos Seeger. Hun beretter også om konflikten med skolelederen: "Seeger nød at udtænke listige drillerier, der ofte var elegant forklædt som et ønske om at opretholde ledelsens stramme linjer inden for sikkerhed og reglementer, men hvis egentlige formål var at more kolleger". Til gengæld søgte skolelederen altid en anledning til at kalde Seeger til tjenstlig samtale. Denne årelange strid måtte ende med en afskedigelse. Den kom i 1995 efter et langvarigt sagsforløb, men 14 dage senere blev skolelederen også fyret pga. samarbejdsvanskeligheder.

## KulturBornholm
Med afskedigelsen kom Carsten Seegers liv ind i en ny epoke. Han begyndte at få kendte skuespillere, operasangere, musikere, forfattere og andre kunstnere til at lade sig hylde som årets Æreskunstner i Østermarie. De fik opkaldt en vej eller lignende efter sig, og der blev opsat et blåt gadeskilt med kunstnerens navn. Æreskunstnerne kvitterede som regel med sang, musik eller oplæsning under æreskunstnerkoncerten i Østermarie Kirke. Valget af æreskunstner blev motiveret i en promoveringstale, og æreskunstneren fik overrakt et diplom. Alle medvirkende arbejdede gratis, men blev belønnet med et festligt "Nachspiel" efter koncerten. I 2000 oprettede Carsten Seeger sammen med sin hustru foreningen KulturBornholm, hvorefter æreskunstnerkåringerne foregik i dens regi.
- Wikimedia Commons har flere filer relateret til Æreskunstnerveje i Østermarie

Ved koncerterne optrådte Carsten Seeger tidligere i et gøgleragtigt kostume, bestående af sweatshirt, hvor butterfly, revers og brystlomme var malet på, samt shorts og vintersko. I 2014, hvor Prins Henrik var æreskunstner, og de følgende to år, hvor han også deltog i æreskunstnerkoncerterne, blev Seegers kostume opgraderet til nyrenset smoking, nystrøget smokingskjorte og selskabssko.
- Carsten Seeger giver æreskunstnerdiplomet til Gitta-Maria Sjöberg 2012
- Carsten Seeger i gøglerkostumet 2013
- Carsten Seeger foran Claude Chichons Salon 2015

Et fast indslag i Bornholms Kulturuge hvert år i september var at Carsten Seeger viste rundt i Østermarie til skiltene med kunstnernavne og fortalte om kunstnerne.

## Sangforeningen Morgenrøden
I 1998 skulle Ebbe Rode være æreskunstner, men han var for svækket til at rejse til Bornholm, så Carsten Seeger fandt på at hædre ham på Frederiksberg, hvor han boede. Da Ebbe Rode var kendt for oplæsning af Storm P monologer, bl.a. "Sangforeningen Morgenrøden", skulle sangforeningen genoplives og danne ramme om æreskunstnerkåringen pinsedag. Seeger fik gennem kororganisationen Kor72 kontakt med Bent Mortensen, som senere blev ansvarlig for æreskunstnerkoncerternes program. De to dannede Sangforeningen Morgenrøden ved et møde i Østermarie 27. marts 1998 og konstituerede sig med Seeger som fanebærer og Mortensen som formand og kasserer ("det æ' osse mig", som der står i monologen).
Ebbe Rode havde lovet at holde sig i live til pinse, men døde allerede 23. maj. Sangforeningens bestyrelse vedtog med stemmerne 3-0 (!) at arrangere pinseturen uden ham og næsten uden ændringer i Storm P's synopsis. 56 deltagere gennemførte "masseringen" fra Frederiksberg Runddel til Søndermarken. Søren Pind havde skrevet en Ode til Rode, Stig Fogh Andersen sang Gralsfortællingen, som senere blev et fast indslag med ham på forskellige sprog, og der blev sunget både drikkeviser og lødige korsatser.
De næste to år fandt pinseturen sted i Østermarie og fungerede som æreskunstnerkoncert, men siden blev den en fast tradition på Frederiksberg.

## Prisuddelinger
Jacob Ludvigsen optalte 50 uddelinger af 28 forskellige priser, som Carsten Seeger har uddelt fra KulturBornholm. Mange er kun uddelt én gang ad hoc, mens Sprogprisen er uddelt 15 gange. Selv om Carsten Seeger er "førd" (ikke indfødt bornholmer), er han Bornholmer med stort B. Så KulturBornholm hædrede personer, der gjorde en indsats for at bevare bornholmsk som et levende sprog.
Radiojournalist Poul Friis, der selv har fået Sprogprisen, Wagnerprisen og Sauterneprisen, skrev at prisuddelingerne sjældent gik upåagtede hen. Seeger sørgede for pressemeddelelser med det nødvendige udstyr og mailede med held hovedstadspressen ned. Især Kristeligt Dagblad var ivrig aftager af prisnotitserne.

### Modtagere af KulturBornholms Sprogpris
2007: Forstander Leif Henriksen, som i mange år tilrettelagde udsendelsen Et vassens grân borrinjholmst for Bornholms DR
2007: Operasanger Niels Jørgen Riis
2008: Major H.V. Jørgensen – i DR's studie i en direkte udsendelse
2009: Kusk Henning Sorth, medhjælper Thomas Jensen og vognmand Evan Olsen på Landbrugsmuseet Melstedgård ved Gudhjem
2010: Tidligere amtsborgmester Jens Brandt var nomineret til prisen, men afgik ved døden inden han fik den
2012: Lis Jørgensen, Aaker, for sit umiskendelige bornholmsk
2012: Karen Secher, DR P1, for at vise at dansk også er et bevaringsværdigt sprog – hendes pris var et øre i gips, sat på en sort klods: et sprogøre!
2013: Sangeren Henning Larsen og naturvejleder Tino Hjorth Bjerregaard – ved skibssætningen Hellig Kvinde ved Bølshavn. Ann-Cathrin og Henning Larsen udgav i 2011 CD'en Sjavs, Væjgjasjavs å Poesi, som dokumenterer bornholmsk sprog anno 1950 i sang og musik. Flere af numrene stammede fra kantor H. Johansens samling.
2014: Forfatteren og foredragsholderen Bent Jørgensen, tidligere direktør for Københavns Zoo
2015 Duoen Lis Juul og Bente Pedersen, der synger kantor Johansens bornholmske sange
2017 Personalet i KL Guld og Sølv i Aakirkeby
2018 Karen Nørregård, Listed, fra Bornholms Tidende
2019 Alex Speed Kjeldsen for hans indsats for at redde det bornholmske sprog
Professor Jørn Lund var også værdig til Sprogprisen, men fik i stedet en Champagnepris i 2012 for sit sprudlende dansk
Radioprisen tildeltes i 2019 Helle Kristensen fra DR P2

### Carsten Seegers egne hædersbevisninger
Der er også gået hædersbevisninger den anden vej til Carsten Seeger. I 2000 fik han Svanekes humorist-legat Smil-Prisen, der er indstiftet af selskabet Det Glade Vanvid. Der var 3 motiveringer for prisen:
- Æreskunstnerkåringerne.
- Vinduesgalleriet. I 1997 lukkede mange butikker i Østermarie, og Seeger fik den ide, at lokale kunstmalere, keramikere, vævere etc. skulle udstille deres værker i de tomme butiksvinduer. Det varede 5 år, så begyndte nye forretninger at flytte ind.[17]
- Kaffeslottets Venner. Kaffeslottet i Gudhjem er bygget i 1912 af en københavnsk kaffegrosserer. Det blev i 1988 købt af Fie og Erling Waage Beck, som ville bruge stedet til kunst og kunstnerisk udfoldelse. Seeger påtog sig at være formand for Kaffeslottets Venner. Han indførte en censureret efterårsudstilling og sørgede for at huset også blev brugt til operasang og andet, fx havde Bornholms Vinklub i 2001 et arrangement, der fik besøg af Prins Henrik.[18][19]

Carsten Seeger var optaget i Selskabet for Dansk Memorabilitet, en samling herrer, der iført høje hatte opsætter mindeplader over personer, der ikke bør gå i glemmebogen.
Festspillene i Østermarie foregik i Markusgårds have, hvor den kunstneriske leder Stig Fogh Andersen instruerede og underviste operaglade amatører. Han udtrykte i sin Hvidbog om Østermarie Festspillene forbavselse over så stort et talent han mødte. Især fik værten meget ros for sin udførelse af roller som Erik i Den flyvende hollænder, Lohengrin, Siegmund i Valkyrien og Siegfried. Så Stig Fogh Andersen brugte festskriftet som anledning til at udnævne Carsten Seeger til "Kammersanger af ØF".

## Korpset
Venner af Carsten Seeger og KulturBornholm blev gavmildt udnævnt til konsul, ambassadør eller noget endnu mere prangende, fx havde Søren Pind titel af generalguvernør. Tre af KulturBornholms ambassadører havde været rigtige ambassadører for deres land. Dette diplomatiske korps bestod af 151 personer, der repræsenterede KulturBornholm i alle 5 verdensdele. Der var dog ikke pligt til at bosætte sig i et fremmed land. Fhv. chefredaktør Karsten Madsen, der var souschef på Bornholms Tidende 1995-97, skrev at Carsten Seeger "tager pis på borgermusikken i et samfund, hvor mange stadig hænger sig i, hvad andre er og kan lade sig titulere som. Men det er alligevel alvorligt, fordi det skaber et netværk, som han til enhver tid kan trække på".

## Impresario
Carsten Seeger traf ved et arrangement på Bornholms Kunstmuseum Jesper Juul Sørensen, solobasun i Radiosymfoniorkesteret og dengang dirigent for Lyngby-Taarbæk Brass Band, der er etableret i 1989. Jesper Juul Sørensen sagde: "Jeg har et orkester!", og Carsten Seeger svarede: "Så finder jeg nogen sangere!" Der var ikke langt fra tanke til handling. Med hjælp fra Niels Jørgen Riis samlede Carsten Seeger et hold sangere, og der blev arrangeret 8 gratis koncerter 2.-5. juli 2001: på Hammershus, Pension Bølshavn, Hotel Griffen i Rønne, Hasle Havn, Hvide Hus i Saltuna, Sandvigscenen og Rønne Theater samt i Østermarie Kirke – det var Svend Asmussens æreskunstnerkoncert. Det blev en usædvanlig operaturne med et brassband som operaorkester. Også senere har Seeger arrangeret koncerter i Østermarie Kirke og Aa Kirke.

## Udgiver
I 2001 udgav Seeger Arne Ipsens Bâgarahorrinjs Âria, et eventyr om bagerdrengen Vilhelm Herold, der var født i Hasle og blev kongelig kammersanger. Der medfulgte en cd med teksten indlæst på bornholmsk af Niels Jørgen Riis og på rigsdansk af John Hahn-Petersen.

## Debattør
Carsten Seeger var en flittig læserbrevsskribent i Bornholms Tidende, Jyllands-Posten, Berlingske og Politiken. Bl.a. foreslog han, at Bornholmsfærgen H/F Leonora Christina skulle opkaldes efter etatsrådinde Marie Kofoed i stedet for at opkaldes efter en, der var gift med en landsforræder – så kunne den lige så godt opkaldes efter fru Frits Clausen! Da svenskerne opfandt ordet hen som kønsneutral erstatning for han og hun, skrev Carsten Seeger: "Jeg håber vi i Danmark kan få henstand". Han deltog også i protesterne mod, at atomaffald fra Risø kunne blive flyttet til Markusgårdshaven i Østermarie eller Brændesgårdshaven ved Svaneke.
Bornholmerne mistede i 2004 muligheden for at tage til aftenarrangement i København og være tilbage i Rønne næste morgen med natbåden. I stedet fik de en fragtfærge til Køge. Denne forringelse protesterede bornholmerne mod med 33.000 underskrifter. Inspireret af Ekstrabladets "nytårstorsk" indstiftede KulturBornholm "spotprisen", der bestod af en kasse røgede sild og var den eneste af foreningens mange priser, der ikke var ment som en hæder. Den blev i 2004 givet til trafikminister Flemming Hansen, der traf beslutningen om trafikomlægningen, i 2005 til revisionsfirmaet Deloitte, der havde sagt god for projektets økonomi, og i 2006 til rigsrevisor Henrik Otbo, som ikke havde advaret Trafikministeren om, at det var umuligt at forbedre trafikbetjeningen og samtidig spare på statstilskuddet.
I disse år fremkom et forslag om at bygge en tunnel mellem Bornholm og Sverige. Den ville blive 35 km lang, men ville ifølge forslagsstillerne koste under 2 milliarder kroner. For at skabe opmærksomhed om dette projekt blev der arrangeret en happening, hvor folk stod med spader og jordbor og tog første spadestik til tunnelen. På et foto stod Carsten Seeger med to kufferter og ventede på, at tunnelen blev færdig!
Carsten Seeger havde ifølge sønnen Christian "arvet" Selskabet for Bornholms rette placering på Danmarkskortet, og han skrev straks læserbreve, hvis en korttegner havde anbragt Bornholm forkert eller helt glemt øen. Men han havde også en pris i ærmet til dem, der gjorde det rigtigt – Korttegnerprisen er gået til Weekendavisens Gitte Skov.